# Maquiritare
Maquiritare (Makiritare, Makiritari, Maquiritari, So'to,; brazilski: Mayongong, Maiongong), indijanski narod u graničnom području Venezuele (države Amazonas i Bolivar) i Brazila (Roraima) u krajevima oko rijeka Cunucunuma, Guapo, Padamo, gornji Ventuari i gornja Caura, pritoke Orinoca. 

## Ime
Makiritari sebe nazivaju pod lokalnim plemenskim nazivima, među kojima se danas najčešće nazivaju Yecuana ili "people of the canoes", što je jedna od lokalnih skupina. Drugi naziv So’to, znači   'ljudi' . Nazivom Maiongong i sličnim varijantama označavaju ih Brazilci. J. Chevalier i A. Gheerbrant objašnjavaju da nazivi njihovih skupina koji završavaju na -uana, u njihovom jeziku označavaju bambus, a ujedno označava i klarinet, koji se od bambusa izrađuje. Svetkovine na kojima se uana-klarinet koristi zovu se ua-uana, i posvečene su tvorcu Uanadjiu (Wanadi). Uanadji je mitski predak svih Maquiritara i sin sunca.

## Jezik
Jezik Maquiritara (yecuana) pripada porodici Cariban, a ima nekoliko dijalekata koja nose nazive lokalnih plemenskih skupina naseljenih uz vodene tokove srednjeg  Paragua, Caura, Erebato, gornji Ventuari, gornji Auaris, Matacuni, Cuntinano, Padamo i Cunucunuma.

## Lokalne skupine
Makiritari su podijeljeni na nekoliko lokalnih skupina od kojih su dvije glavne Decuana i Yecuana ili Yekuana, te Ihuruana, Maitsi i Cunuana, koje se služe raznim dijalektima jezika yecuana. Na području Brazila živi podskupimna Mayongóng.

## Povijest
Prema njihovoj oralnoj tradiciji kontakti s Europljanima (Španjolci) imaju još tokom 18. stoljeća, s kojima su isprva saveznici. Pomažu Španjolcima u podizanju utvrda na njihovom teritoriju. Pokušaji da ih se pokrsti dovest će do pobune koja će izbiti 1776. Kasniji kontakti s Brazilcima bit će znatno krvaviji. Između 1914 i 1921 (prema Yekuana podacima) Brazilci uništavaju mnoga njihova sela a preko 1,000 Indijanaca je pobijeno a mnogi su odvedeni u ropstvo. Do pokušaja pokrštavanja dolazi i 1980. godine dolaskom kanadskih misionara, koji tu ostaju tek dvije godine, zbog protivljenja i konflikata sa  čuvarima tradicija . Školovanje svoje djece, za razliku pokrštavanja, Makiritari prihvaćaju. U ljeto 1998. posjećuju ih s univerziteta Cornell biokemičar Eloy Rodriguez i ornitolog David Rosane koji dolaze u njihovo selo Jodoimena, jedno od 40 u dolini gornjeg Orinoca. Indijanci su ih prihvatili kao prijatelje, te im pomažu u istraživanju šume i razmjenjuju s njima svoja tradicionalna 'biološka' znanja.

## Kultura
Makiritari su stanovnici kišne šume i neprijatelji Guahariba, od kojih su znatno razvijeniji. Sjedilački lovci, ribari i farmeri Vidi Yecuana.

## Populacija
430 Mayongonga (u Brazilu, 2000.) i 4,800 (u Venezueli, 2000.)

## Vanjske poveznice
- Yekuana
- The Yekuana
- Ye'kuana  Arhivirana inačica izvorne stranice od 4. srpnja 2008. (Wayback Machine)
- Hands Around the World: Yekuana Indians